# 27 octobre 1981
Le mardi 27 octobre 1981 est le 300e jour de l'année 1981.

## Naissances
- Anton Astachenkov, volleyeur russe
- Fabien Rey, coureur cycliste français
- Flávia Oliveira, cycliste brésilienne
- Han Hye-jin, actrice sud-coréenne
- Jenni Dahlman, mannequin finlandaise
- Jiang Lizhang, homme d’affaires chinois
- Khalid Jolit, joueur de football soudanais
- Kristi Richards, skieuse acrobatique Canadienne
- Léonore Confino, auteur dramatique et actrice
- Magali Tisseyre, triathlète canadienne
- Matthieu Pélissier, joueur français de rugby à XV
- Pete Jacobs, triathlète australien
- Salem Al Fakir, chanteur suédois
- Seta Tuilevuka, joueur de rugby
- Sririta Jensen, mannequin thaïlandaise
- Volkan Demirel, footballeur turc

## Décès
- Anders Knutsson Ångström (né le 28 février 1888), physicien et météorologue suédois
- John Warburton (né le 18 juin 1899), acteur britannique
- Justo Iturralde (né le 20 décembre 1905), cavalier argentin de dressage
- Louis Metcalf (né le 28 février 1905), musicien américain
- Nico Dostal (né le 27 novembre 1895), compositeur
- Richard Llewelyn-Davies, Baron Llewelyn-Davies (né le 24 décembre 1912), architecte britannique

## Événements
- le sous-marin soviétique S-363 s'échoue sur les côtes suédoises